# Hypophyllonomus
Hypophyllonomus is een geslacht van hooiwagens uit de familie Gonyleptidae.
De wetenschappelijke naam Hypophyllonomus is voor het eerst geldig gepubliceerd door Giltay in 1928. 

## Soorten
Hypophyllonomus omvat de volgende 3 soorten:
- Hypophyllonomus callidus
- Hypophyllonomus longipes
- Hypophyllonomus maculipalpi